# Santu Pedru
Die Nekropole Santu Pedru (dt. Sankt Peter) liegt bei Olmedo am Rande einer Straße und eines Trachythügels zwischen den Orten Alghero und Uri in der Metropolitanstadt Sassari auf Sardinien. Es sind komplexe aus dem Felsen gehauene Anlagen aus der Vorzeit.

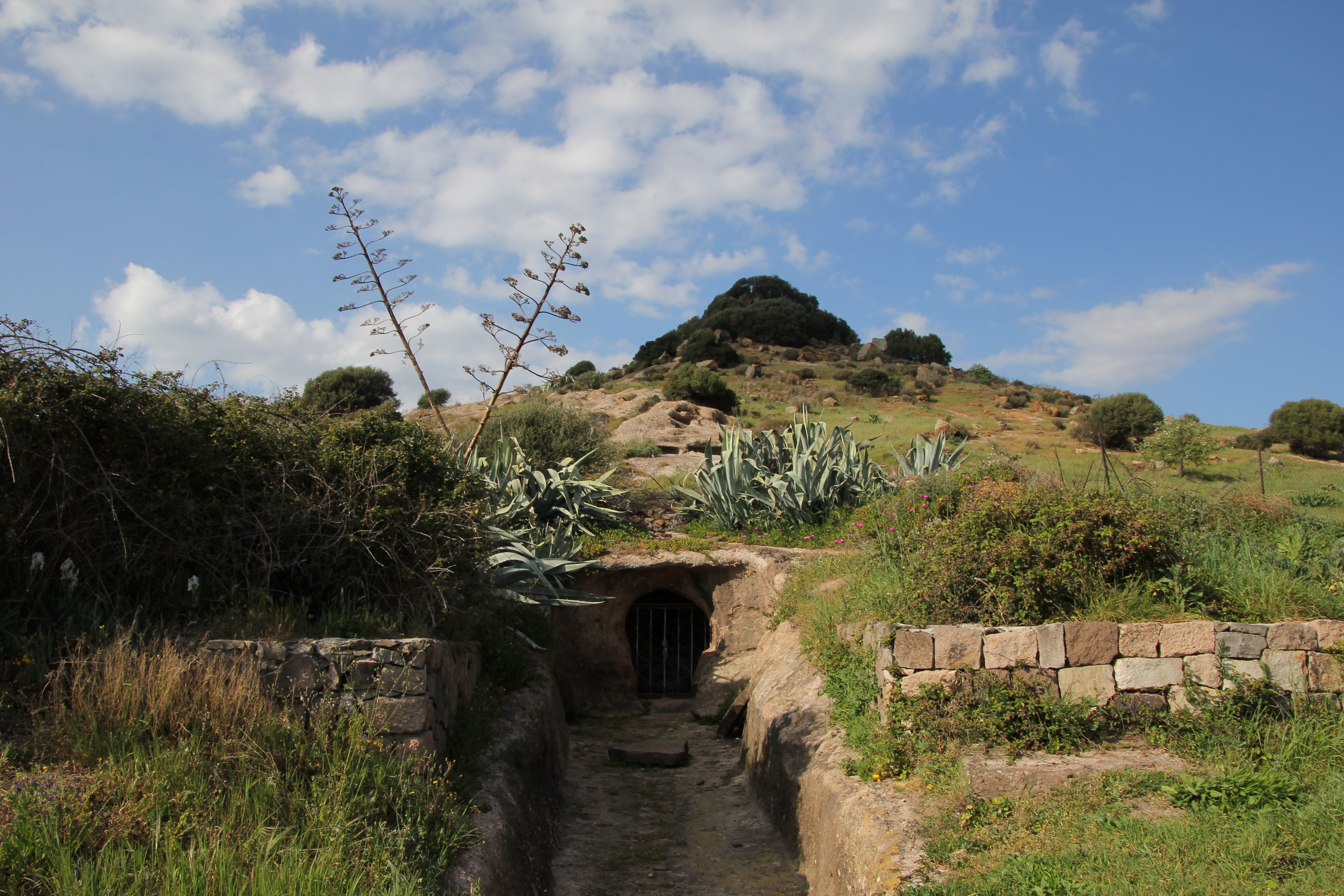
Santu Pedru

## Grab 1
Das 1959 entdeckte Grab ist eine in Zentral- und Nordsardinien häufige Form, die durch eine große, rechteckige Hauptkammer charakterisiert wird. Sie wird von einer Anzahl Zellen umgeben. Hier gibt es neun, große oder kleine, nicht für das Betreten vorgesehene Zellen bzw. Seitennischen. Ihre 1–1,5 m über dem Boden liegenden quadratischen Öffnungen wurden von der Trilithen-Architektur inspiriert. Das Grab ist Teil einer Nekropole, die weitere acht Domus de Janas umfasst. Zur Zeit der Entdeckung schützte eine von den Leuten der Bonnanaro-Kultur gebaute Mauer den Platz, den sie für Begräbnisse nutzten.

### Der Vorraum
Den Vorraum bildet ein großer halbkreisförmiger als Anticella bezeichneter Raum. Er misst an seiner geraden, der Hauptkammer zugewandten Seite, 5,0 m. Die maximale Höhe seiner gewölbten Decke beträgt 3,1 m. Speichenradartige Spuren einer Dachnachbildung auf dem Gewölbe, ein Sockel und Lisenen dekorieren den Vorraum. Die kleine Öffnung zur Hauptzelle, die über zwei Stufen erreicht wird, zeigte Spuren roter Farbe.

Santu Pedru
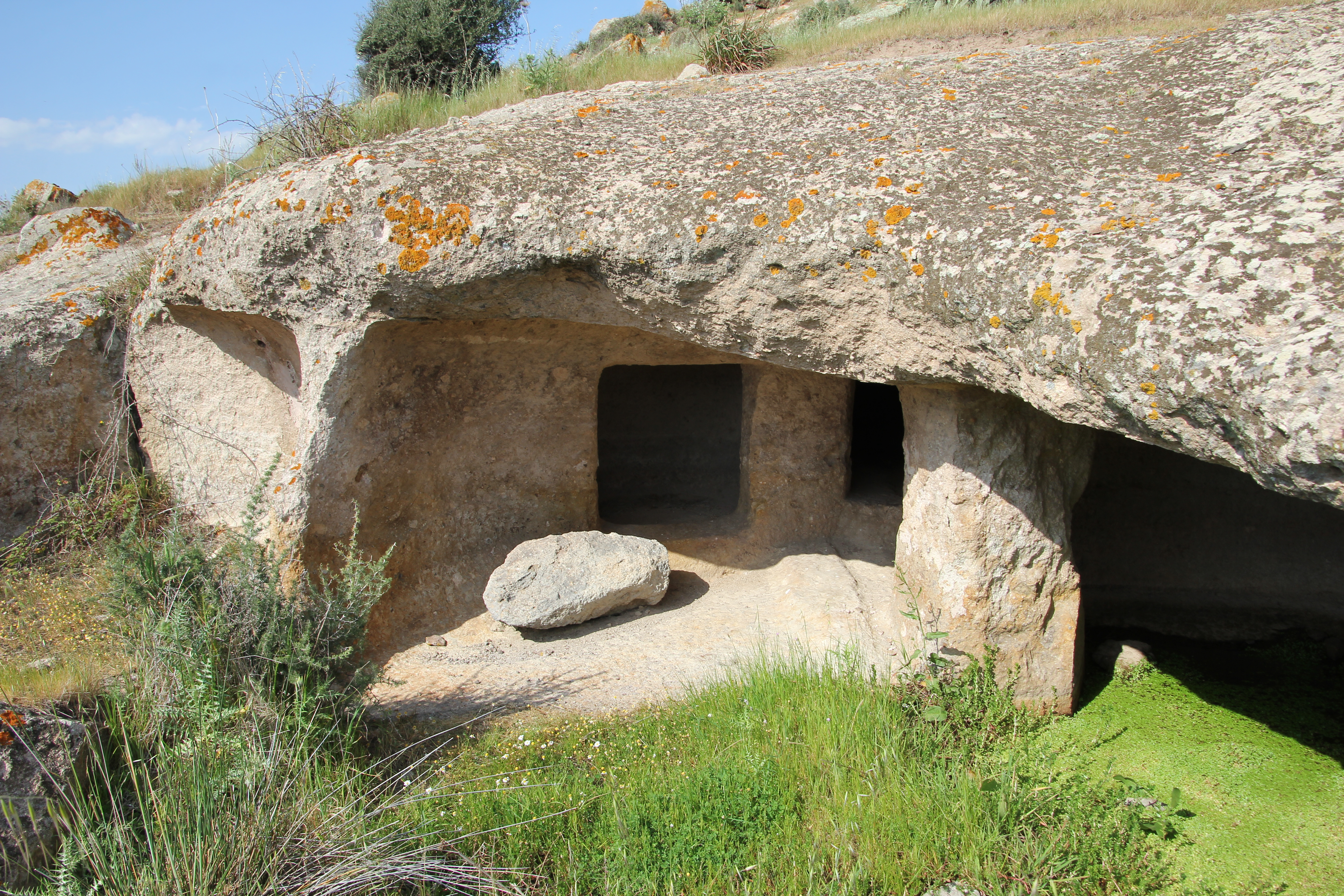
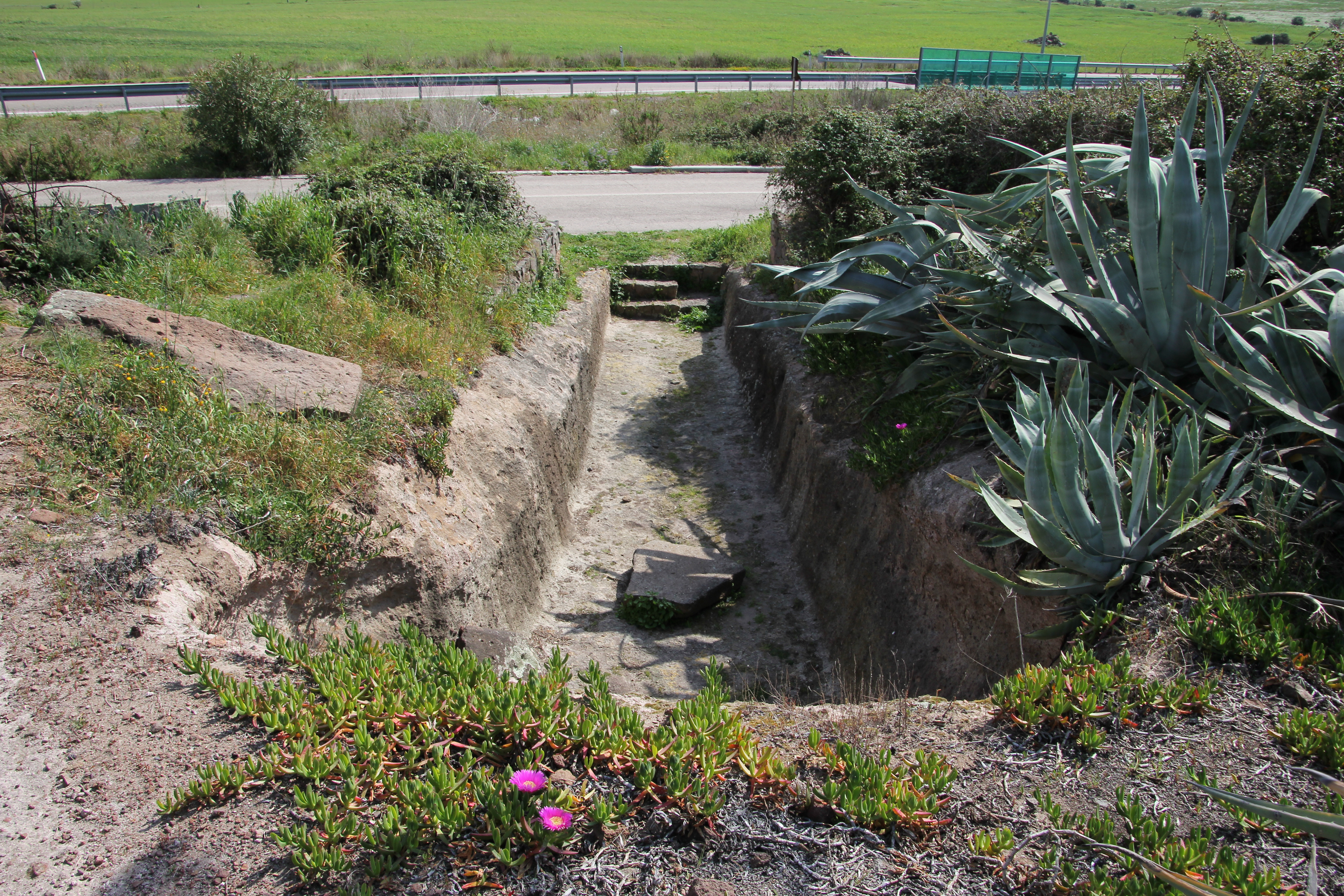
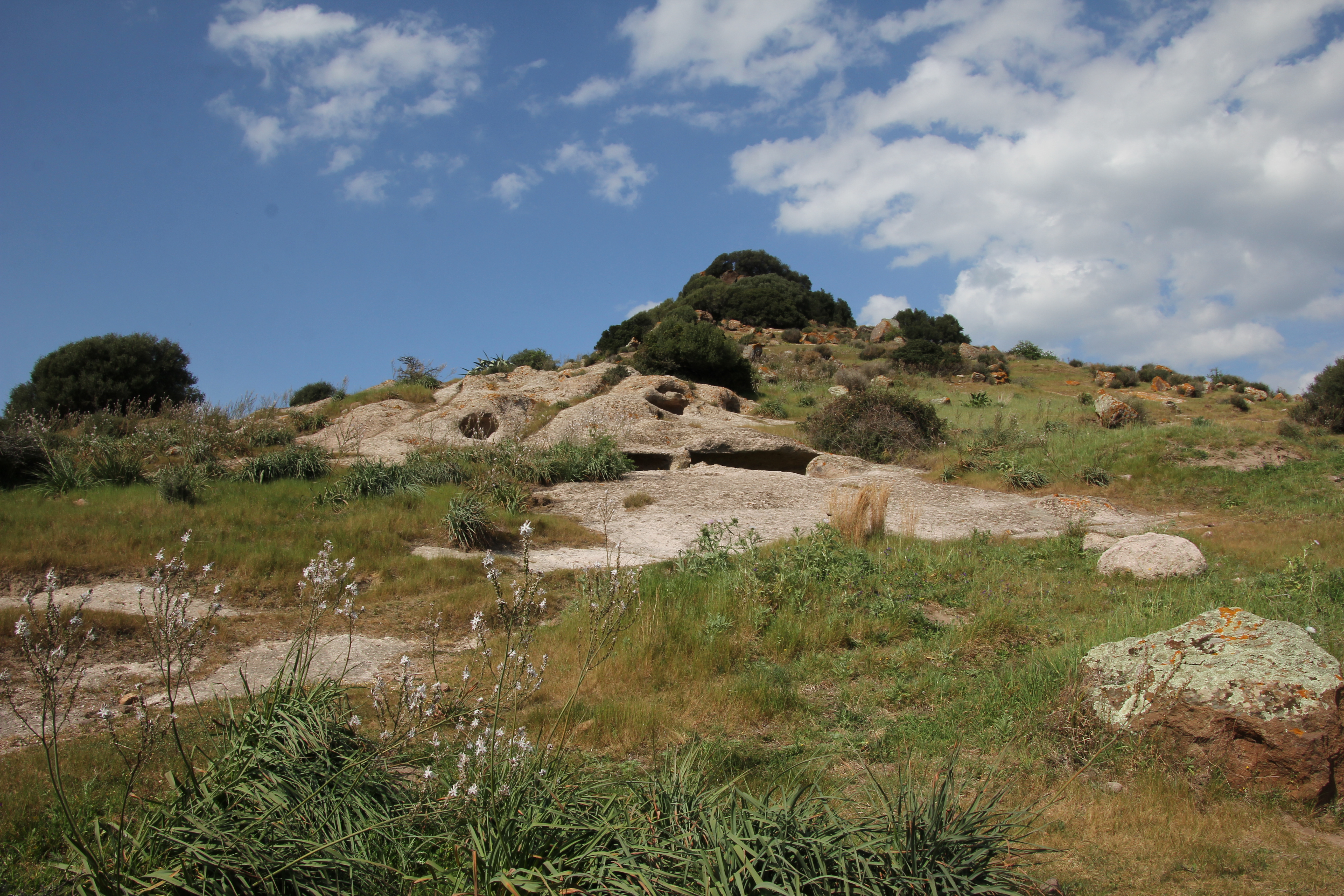
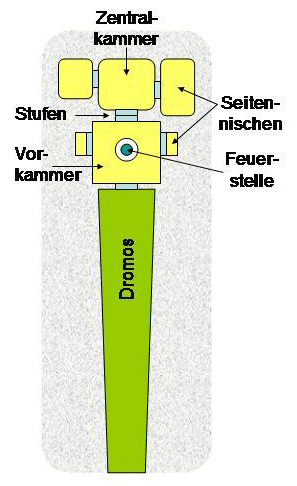
Prinzipskizze

### Der Dromos
Die Anticella erreicht man über einen oben offenen, 16 m langen nach Süden gerichteten Dromos. Die am Anfang schmale Eintiefung in den Fels weitet sich vor der Anticella zu einem kleinen Vorplatz. Auf dem Grund des Dromos lag ein trapezoider Trachytblock von 2,3 m Länge. Es ist unklar, ob er Teil der Verschlussvorrichtung ist, oder andere Bedeutung hat.

### Die Hauptkammer
Hauptzelle ist 3,5 m tief, 6,0 m breit und 2,0 m hoch und unregelmäßig viereckig. Auf der Mittelachse wurden zwei rechteckige Pfeiler stehen gelassen, die eine flache Decke stützen. Im Zentrum der 6,0 m breiten Wand, die dem Eingang gegenüberliegt, ist das erhabene Relief einer falschen Tür herausgearbeitet worden. Die Hauptkammer bildet in einer Art Atrium den Zugangsbereich zu den Zellen.

### Die Zellen
Die aus dem Felsen gearbeitete Zellenanlage nimmt insgesamt ein Areal von ungefähr 18 m² ein. Die Öffnung der Seitenzelle rechts der Hauptkammer ist mit doppelten Hörnern dekoriert worden, die minoischen Darstellungen ähneln, aber hier aber verbreitet und viel älter sind. Die Zelle weist eine Riefenverzierung der Wände auf. Hörner zieren auch die Öffnungen von Zellen auf der Gegenseite. Die Unterkante der Portale aller Zellen besteht stets aus einer 3 bis 5 cm hohen Schwelle.

### Die Funde in Grab 1
Das Interessante der Anlage beschränkt sich nicht auf das Monument selbst, da auch 447 größere Artefakte erfasst wurden. Dies sind primär Töpferwaren der Kulturen: Ozieri, Kulturen von Abealzu-Filigosa (auch Graffiti), Monte Claro, sowie der Glockenbecher- und der Bonnanaro-Kultur. Sowohl im Dromos als auch in der Anticella waren die Relikte in der obigen Abfolge geschichtet. Dies ist eine bedeutungsvolle Stratigraphie. Im Außenbereich wurde auch die typische Keramik der Nuraghenkultur gefunden. Die Ozieri-Kultur, die die Anlage errichtete und als erste nutzte, ist wenig vertreten, während die Funde von Filigosa, Bonnanaro und der Glockenbecherkultur zahlreich sind. Die Vasen der Bonnanaro-Kultur, die oft vollkommen erhalten sind, wurden hauptsächlich in der Anticella gefunden. Die Töpferwaren der Glockenbecherkultur bestehen aus den typischen Kelchvasen, zwei große Cuencos (Schalen) und halbkugelförmigen Dreibeinern. Sie wurden in Situ am Boden der Hauptkammer und in zwei der Zellen gefunden.

## Die anderen Gräber
Die übrigen, höher am Berg gelegenen Anlagen haben keine weiteren Architekturunterschiede aufgedeckt, aber die Spannweite der Nutzung ausgeweitet. Diese Stellen, das dokumentieren die Funde eindeutig, wurde auch noch in nuragischer, punischer, römischer und frühmittelalterlicher Zeit genutzt. In byzantinischer Zeit wurde das durch den Umbau zum größten gewordene Grab, zu einer Kirche umgebaut. Ausgrabungen erfolgten 1959 und von 1989 bis 1994.

## Kontext
Eine komplexe Anlage derselben Form ist Sant’ Andria Priu bei Bonorva. Hier liegen hinter dem kurzen Dromos und der Anticella gleich zwei Hauptkammern mit jeweils zwei Säulen hintereinander, die den Zugang zu 14 Zellen bilden. Die Nekropole von S’Elighe Entosu in Usini ist ähnlich komplex. Bei Mesu ’e Montes in der Nähe von Ossi sind es nur acht nicht immer separat erreichbare Zellen. Diese Anlage hat keinen Dromos und ihre Vorkammer ist nicht halbrund, sondern in etwa rechteckig.